# Kirsten van de Ven
Kirsten Johanna Maria van de Ven (Heesch, 11 de mayo de 1985) es una futbolista holandesa que juega como extremo en el FC Rosengard, de la Damallsvenskan sueca. 

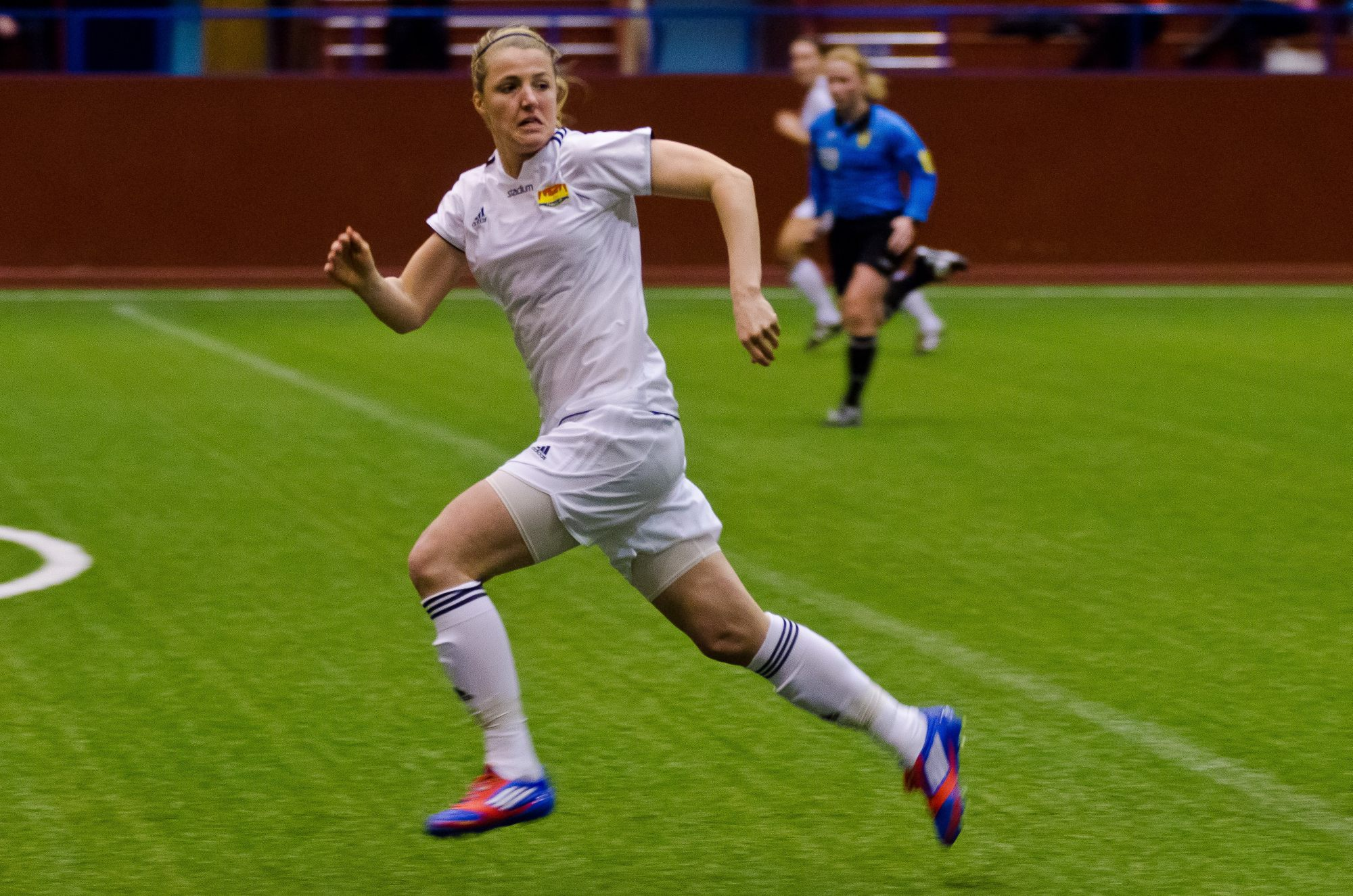
Jugando con el Tyresö en 2012

## Trayectoria
Van de Ven comenzó su carrera en 2004 en la NCAA de los Estados Unidos. Ese mismo año debutó con la selección neerlandesa, con la que jugaría dos Eurocopas en 2009 y 2013. En la NCAA jugó un año en las Quinnipiac Bobcats y tres en las Florida State Seminoles.  
En 2008 regresó a Holanda, fichando por el Willem II. En 2010 dio el salto a la liga sueca, en el Tyresö FF, con el que debutó en la Liga de Campeones. En 2014 pasó a las filas del FC Rosengard.